# Frederic William Farrar
Frederic William Farrar, född den 7 augusti 1831 i Bombay, död den 22 mars 1903, var en engelsk teolog av den bredkyrkliga riktningen.
Han studerade vid universiteten i London och Cambridge, blev 1854 diakon och prästvigdes 1857. Efter att tidtals ha tjänstgjort i Cambridge, blev han 1869 extra ordinarie och 1873 ordinarie hovpredikant hos drottning Viktoria, utnämndes 1876 till kanik i Westminster Abbey och kyrkoherde i S:t Margarets församling i London och blev 1895 domprost i Canterbury. Åren 1890-95 var han underhusets kaplan. 
Farrar utövade en omfångsrik litterär verksamhet. På det filologiska området skrev han om språkets ursprung med mera. Som andlig författare framträdde han med åtskilliga vitt spridda arbeten.  Av de predikosamlingar, som han utgav, är de ryktbaraste "True religion" från 1899 och "Eternal hope" från 1878 ("Evighetens hopp", 3:e uppl. 1889), som framkallade beskyllningen för bristande renlärighet. I Sverige var det hans ståndpunkt i fråga om de eviga straffen, som gjorde honom mest bekant. Han utgav även predikningar för ungdom samt åtskilliga pedagogiska uppsatser, vilka bidragit till väsentliga ändringar i det engelska skolväsendet. Framför allt som predikant var Farrar populär i England, vartill även hans förståelse av tidens sociala frågor bidrog.